# Pēteris Vasks

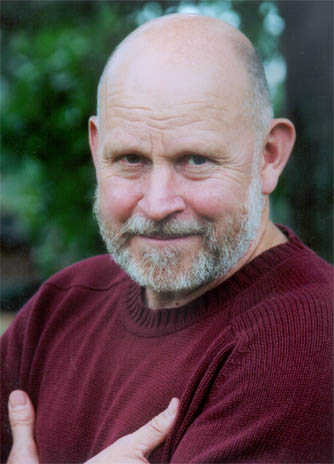
Pēteris Vasks, vor 2008

Pēteris Vasks (* 16. April 1946 in Aizpute, Lettische SSR) ist ein lettischer Komponist.

## Leben
Pēteris Vasks wurde als Sohn eines baptistischen Pfarrers geboren. Er besuchte die Mittelschule seiner Geburtsstadt und erlernte das Klavier- und Violinspiel an der örtlichen Musikschule.
Von 1959 bis 1964 durchlief Vasks den Geigen- und den Kontrabass-Unterricht an der Emīls-Dārziņš-Musikschule in Riga. Vasks war von 1963 bis 1974 als Kontrabassist Ensemblemitglied verschiedener Sinfonie- und Kammerorchester: von 1963 bis 1966 im Orchester der Lettischen Nationaloper, von 1966 bis 1969 im Litauischen Philharmonischen Orchester und in der Spielzeit 1969/1970 im Lettischen Philharmonischen Kammerorchester und von 1971 bis 1974 im Lettischen Rundfunk- und Fernsehorchester.
Zugleich studierte er von 1964 bis 1970 Kontrabass bei Vytautas Sereika an der Litauischen Musikakademie in Vilnius. Dort lernte er die Musik der polnischen Avantgarde kennen. Die musikalische Ausbildung wurde unterbrochen durch den Militärdienst in der Sowjetischen Armee in den Jahren 1970 und 1971.
Von 1973 bis 1978 studierte Vasks an der Lettischen Musikakademie Jāzeps Vītols in Riga Komposition bei Valentin Utkin.
Seit 1989 unterrichtete Vasks an der Jāzepa Vītola Latvijas Mūzikas akadēmija (dem Konservatorium) in Riga das Fach Komposition. Der heute als freischaffender Komponist in Riga lebende Vasks zählt zu den bekanntesten Komponisten aus den Staaten der ehemaligen Sowjetunion. Seine anlässlich des Todes seiner Schwester geschriebene Musica dolorosa gilt vielen Letten als Ausdruck des Leidens ihres Volkes im „Völkergefängnis Sowjetunion“, wie Vasks die Unterdrückung während der sowjetischen Besatzung nennt.

## Ehrungen
- Für seine Kompositionen erhielt Vasks bislang dreimal den Großen Musikpreis Lettlands, 1993 für Litene, 1998 für das Violinkonzert Fernes Licht und 2000 für seine 2. Sinfonie.
- Seit 1994 ist Vasks Ehrenmitglied der Lettischen Akademie der Wissenschaften.
- 1996 wurde er zum Main Composer des Stockholmer Festivals für neue Musik ernannt.
- Im selben Jahr zeichnete die Alfred Toepfer Stiftung F.V.S. ihn mit dem Herder-Preis aus.
- 2001 wurde Vasks in die Königlich Schwedische Musikakademie aufgenommen.
- 2002 wurde Vasks zum Ehrensenator der Lettischen Kulturakademie Riga ernannt.
- Am 13. Juni 2006 wurde der Asteroid (16513) Vasks nach ihm benannt.
- 2016 wurde Vasks der Staatliche Kulturpreis der Republik Lettland verliehen.[4]
- Am 16. Juli 2022 erhielt Vasks den Preis der Europäischen Kirchenmusik.[5] Die Laudatio hielt Christian Münch-Cordellier.

## Werke
- 1973: Tris skandarbi (Drei Stücke)
- 1974: Musik für zwei Klaviere
- 1974: Partita per violoncello e piano
- 1975: Mate saule (Mutter Sonne)
- 1975: Liepa (Der Lindenbaum)
- 1976: Madrigal auf ein Gedicht von Claude de Pontoux
- 1977: In memoriam
- 1977: Moments musicaux
- 1977: Musu mašu vardi (Die Namen unserer Mütter)
- 1977: Ne tikai lirika (Nicht nur Lyrik)
- 1977: Quintett Nr. 1
- 1977: Toccata
- 1977: Streichquartett Nr. 1
- 1978: Baltais fragments (Weißes Fragment)
- 1978: Concerto vocale
- 1978: Grāmata čellam (Das Buch)
- 1978: Vasara (Sommer)
- 1979: Cantabile
- 1979: Tris skatieni (Drei Blicke)
- 1979: Concerto per timpani e strumenti di percussione
- 1979: Klusas dziemas (Stille Lieder)
- 1980: Ainava ar putniem (Landschaft mit Vögeln)
- 1980: Balta ainava (Weiße Landschaft)
- 1980: Kantate für Cembalo
- 1980: Skumja mate (Traurige Mutter)
- 1981: Kekatu dziesma (Fastnachtlied)
- 1981: Rudens muzika (Herbstmusik)
- 1981: Ziles zina (Botschaft einer Meise)
- 1981: Ganu dziesma (Hirtenlied)
- 1982: Quintett Nr. 2
- 1982: Ugunssargs (Feuerhüter)
- 1982: Vestijums (Botschaft)
- 1982/83: Pieskarieni (Berührungen)
- 1983: Musica dolorosa
- 1984: Cantus ad pacem
- 1984: Streichquartett Nr. 2
- 1985: Episodi e Canto perpetuo, „Hommage à Olivier Messiaen“
- 1985: Maza vasaras muzika (Kleine Sommermusik)
- 1986: Eine kleine Nachtmusik
- 1986: Lauda
- 1986: Sonata per contrabbasso solo
- 1987: Latvija (Kantate)
- 1987: Pavasara sonate (Frühlingssonate)
- 1988: Mazi silti svetki (Ein kleines Fest)
- 1988: Musica seria
- 1988: Musu dziesma (Unser Lied)
- 1989: Konzert für Englischhorn und Orchester
- 1989: Varonis (Der Held)
- 1989: Zemgale
- 1990: Sava tauta (In seinem Volk)
- 1990: Vientulibas sonate (deutsch Die Sonate der Einsamkeit)
- 1991: Balsis (Stimmen)
- 1991: Te Deum
- 1991: Pater noster
- 1992: Izdegušas zemes ainavas (Landschaften der ausgebrannten Erde)
- 1992: Sonate für Flöte solo
- 1993: Litene
- 1993/94: Concerto per violoncello ed orchestra
- 1995: Pavasara muzika (Frühlingsmusik)
- 1995: Streichquartett Nr. 3
- 1995: Three Poems by Czesław Miłosz
- 1995/96: Adagio
- 1995/96: Musica adventus
- 1996/97: Dona nobis pacem
- 1996/97: Tāla gaisma (Fernes Licht), für Violine und Streichorchester
- 1998/99: Sinfonie Nr. 2
- 1999: Streichquartett Nr. 4
- 2000: Missa per coro a cappella
- 2001: Viatore
- 2001: Klavierquartett für Violine, Viola, Violoncello und Klavier
- 2002: Musica appassionata für Streichorchester
- 2002: Plainscapes
- 2002/03: Bass Trip für Kontrabass solo
- 2003/04: Streichquartett Nr. 5
- 2004/05: Canto di forza für 12 Celli (im Auftrag der Alten Oper in Frankfurt am Main)
- 2004/05 Sinfonie Nr. 3
- 2006: Meditation für Violine und Streichorchester
- 2007: Sala Symphonische Elegie für Orchester
- 2009: Credo für Orchester
- 2009: Konzert für Flöte und Orchester (im Auftrag des WDR in Köln)
- 2010: Epifania für Streichorchester
- 2011: Plainscapes für Violine, Violoncello und Klavier
- 2011: Prayer
- 2012: Klātbūtne Presence für Violoncello und Streichorchester
- 2012: Lettischer Tanz für Klaver
- 2012: Liepa Der Lindenbaum für Chor
- 2012: Mazā vasaras mūzika Kleine Sommermusik für Viola und Klavier
- 2013: Mīlas dziesmas Liebeslieder für Chor
- 2013: The Fruit of Silence für gemischten Chor und Klavier
- 2014/15: Konzert für Viola und Streichorchester (im Auftrag von BBC Radio, Vale of Glamorgan Festival und Orchestre Philharmonique de Strasbourg)
- 2018: Konzert für Oboe und Orchester, für Albrecht Mayer komponiert, uraufgeführt zur Feier der 100-jährigen Unabhängigkeit Lettlands

## Diskografie (Auswahl)
- Cantabile per archi / Botschaft / Musica Dolorosa / Symphonie „Stimmen“. (WERGO, 1993)
- Baltische Orgelmusik. (BIS Records, 1996) mit Hans-Ola Ericsson u. a.
- Wergo Collection Vol. 2. (WERGO, 1997) mit dem Latvian National Symphony Orchestra (Ltg: Pauls Megi) u. a.
- Music of Peteris Vasks. (1997) mit dem Flanders Fiamminghi Orchestra (Ltg: Rudolf Werthen)
- Dolorosa. (ECM, 1997) mit Dennis Russell Davies
- Distant Light / Voices. (Teldec, 1999) mit Gidon Kremer und Kremerata Baltica
- Streichquartette 1, 2, 3. (Conifer, 1999) mit dem Miami String Quartet
- Streichquartett 4. (Nonesuch Records, 2003) mit dem Kronos Quartet
- Ensemble Sortisatio. (Querstand, 2004) mit dem Ensemble Sortisatio
- Violin Konzerto „Distant Light“ / Musica Dolorosa / Viatore. (BIS Records, 2005) mit dem Swedish Chamber Orchestra (Ltg: Katarina Andreasson)
- Message. (Red Seal, 2005)
- Symphony No. 3 / Cello Concerto. (Ondine 2006) mit dem Tampere Philharmonic Orchestra (Ltg: John Storgårds)
- Pater Noster. (Ondine, 2007)
- Viatore. (WERGO, 2008)
- Chamber Music. (MDG, 2008) mit dem Trio Parnassus u. a.
- Works with Violoncello. (Hänssler, 2008) mit David Geringas u. a.
- Cantus ad pacem. (WERGO, 2008)
- Episodi e Canto perpetuo. Mit dem Trio Rafale. Acousense, 2013.
- Klavierquartett für Violine, Viola, Violoncello und Klavier. (Solo Musica, 2016. "Et Arsis" Brahms, Vasks) mit dem Et Arsis Piano Quartett.

## Film
Der Komponist und sein Himmel – Peteris Vasks. Buch und Regie: Holger Vogt. Deutschland 2023 (53 Min.)